# 二里頭文化

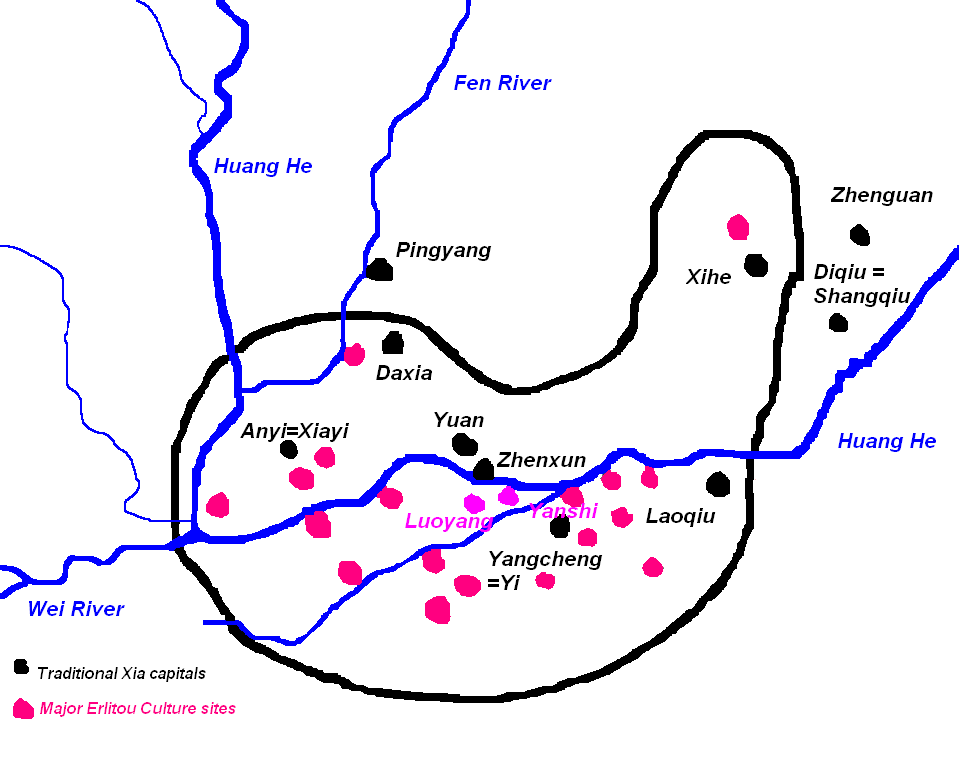
二里頭文化図

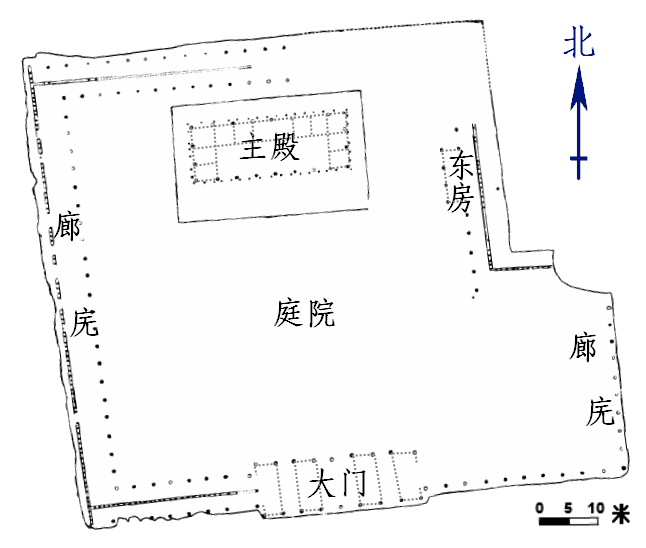
二里頭遺跡1号宮殿の平面図

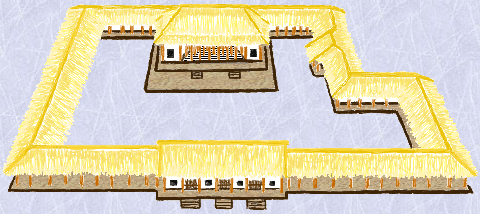
1号宮殿の復元図

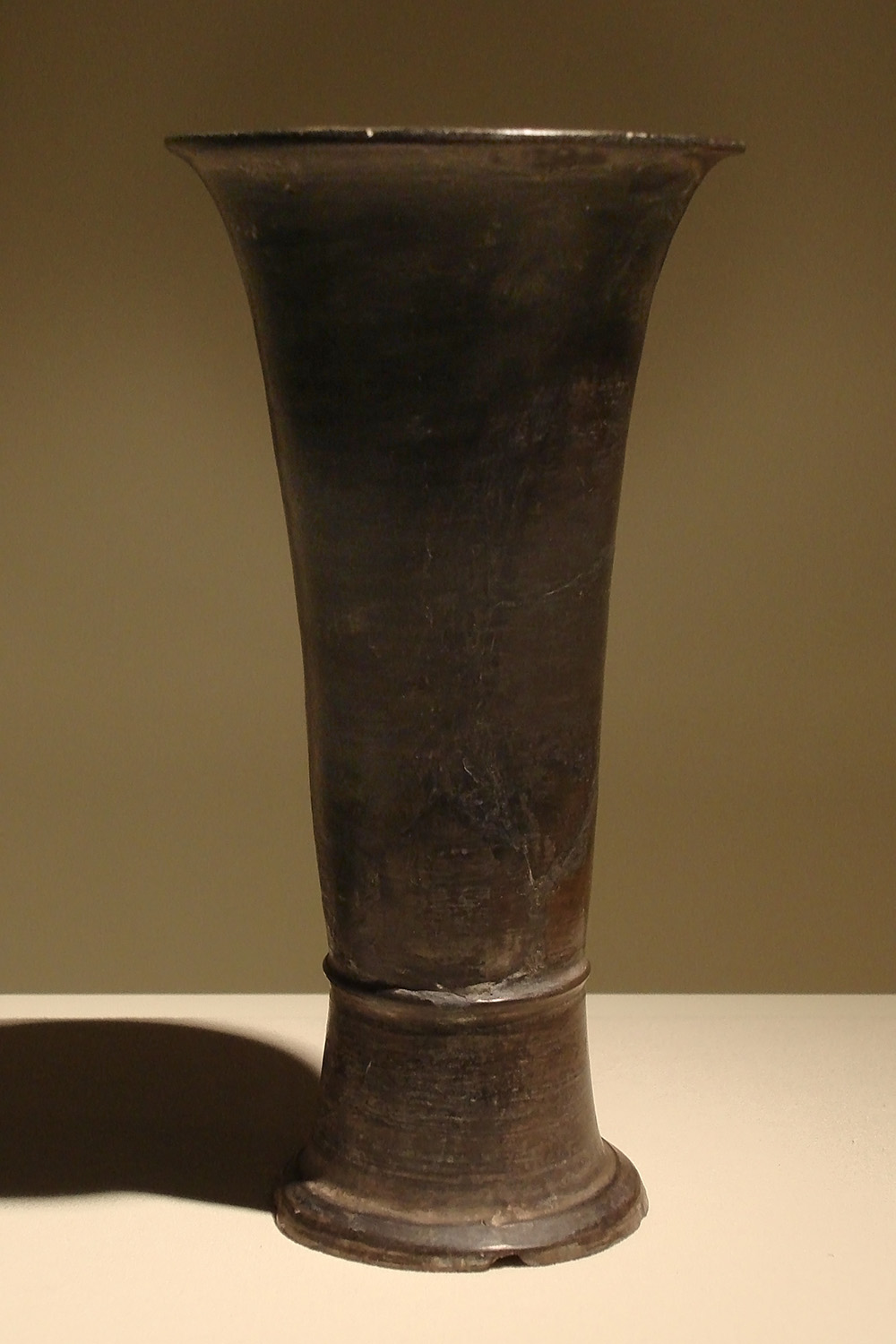
黒陶酒觚

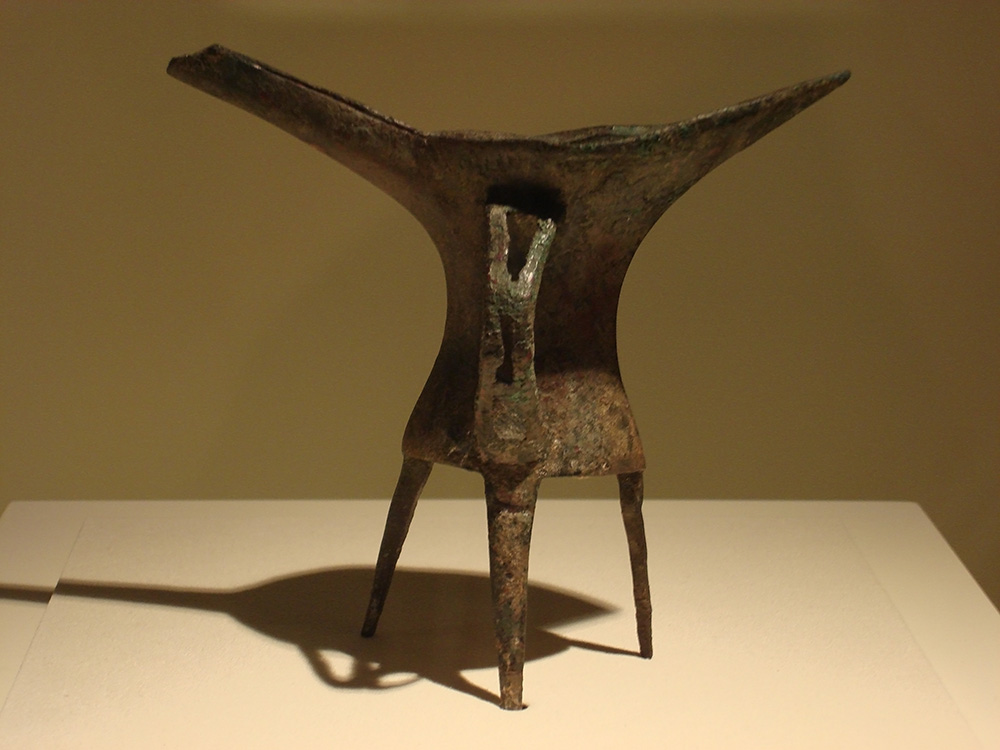
青銅酒爵

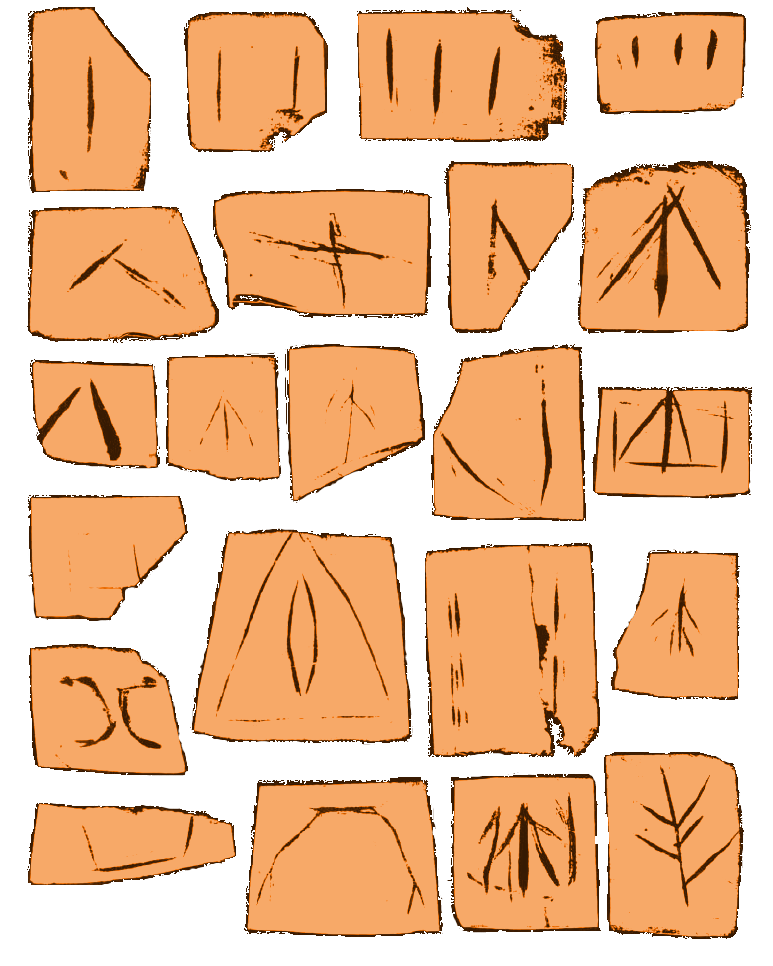
二里頭遺跡三期から出土した陶器に刻まれた文字

二里頭文化の範囲を示した図

二里頭文化（にりとうぶんか、二里头文化、拼音: èrlǐtóu wénhuà, Erlitou culture, 紀元前2100年頃-紀元前1800年頃または紀元前1500年頃）は、中国の黄河中流から下流を中心に栄えた新石器時代から青銅器時代初期にかけての文化であり、都市や宮殿を築いた。殷初期と考えられる二里岡文化に先行する。

## 概要
河南省洛陽市偃師区の二里頭遺跡からその名をとっている。
ほかに現在のところ100近くの二里頭文化の遺跡が発見されている。代表的なものには洛陽市の東乾溝遺跡、矬李遺跡、東馬溝遺跡、陝県（現在の陝州区）の七里鋪遺跡、臨汝県（現在の汝州市）の煤山遺跡、鄭州市の洛達廟遺跡、河南省新密市の新砦遺跡などがある。
おおよその地理的範囲は、河南省中部・西部の鄭州市付近の伊河・洛河・潁河・汝河などの流域から、山西省南部の汾河下流一帯にかけてであるが、その影響は上流の陝西省南部や、南の長江中流域にも及んだと見られる。

## 二里頭遺跡

### 時期区分
中国では、紀元前10000年ころから新石器時代への移行が各地で始まり、従来の狩猟採集に加え地域環境に因って稲作漁撈，畑作，家畜飼育による生産活動が増加する。新石器時代の新石器文化としては、黄河中流域の龍山文化、黄河下流域の龍山文化、長江下流域の良渚文化などが挙げられる。
これらの地域のうち、最初に王朝が出現したのが黄河中流域の二里頭文化である。二里頭文化は、農耕・牧畜などの生産形態については新石器文化と大きな違いはないが、青銅器と王都が出現したことが特徴であるとされる。
二里頭遺跡は今から3800年から3500年前のもので、遺跡の時期は4期に分かれている。一、二期は新石器時代で、陶器を製造する農耕文明であった。3期・4期は青銅器の本格的使用また都市国家が形成していた。
- 一期：三門峡、関中平原東部、河南省南部に拡大。
- 二期：汾水流域に拡大し、その地域に二里頭文化東下馮類型を形成。
- 三期には沁水以西地区、河南省東・東南部に拡大。
  - 二、三期頃になると、河北の輝衛文化・下七垣文化、山東の岳石文化などとの衝突の痕跡が認められる。
  - 三、四期になると青銅器や宮殿の跡が出土し、都市国家が形成されていたとみられる。
- 四期

### 出土資料
- 宮殿跡
  - 塀
  - 回廊
  - 1960年に広大な宮殿跡や青銅器などの工房跡が発見され、中国最古の宮殿建築の基礎であることが確認された。一号宮殿址の土台は方形で、南北約100m、東西108m、北東部に切り欠けがある。塀、回廊が発見された。城壁は発見されていない[4]。　
  - 二号宮殿址は、一号宮殿址の東北150mにある。中庭の北寄り、東西の壁から等距離の位置に宮殿があり、東西42.5m、南北12.5mの土壇が出土した。
- 墓
  - 宮殿の北に大墓があり、宮殿で祭祀業務を行ったとみられる。
- 青銅器などの工房跡
- 骨器製作址
- 青銅器
  - 青銅器の本格的使用が認められる。
- 軟玉製品
- 斧
- 鑿
- 刃
- 鏃
- 釣針
- 戈
- 酒宴に使う容器類
- 卜骨
  - 24種の刻画符号が確認され、その形状は甲骨文字に類似[5]。
- 尊
  - 刻画符号が晩期大口尊の口沿内側に刻される[6]。

## 夏・殷朝との関連
その後の研究で、豫北（河南省北部）地方が漳河型先商文化と二里頭文化の隣接地帯であることが示され、二里頭文化期には、漳河型先商文化・岳石文化・二里頭文化の三つの勢力が黄河中下流域で鼎立していたとみられる。また二里岡下層期には漳河型先商文化が南下し、西の二里頭文化に取って代わり、二里岡上層期には東の岳石文化に取って代わった。
この推移状況は、史書での夏と殷に関する記述と一致している。北京大学の劉緒と徐天進は、二里岡文化が早商文化であり、二里頭文化が夏文化であると推定した。
また中国考古学会は一期から三期までは拡大期で四期は衰退期とし、一期から二期までが夏王朝、三期以降は殷に入るとしている。
2019年には、二里頭遺跡のそばに公営の博物館「二里頭夏都遺跡博物館」（zh:二里头夏都遗址博物馆）が設立された。その名の通り、「夏の都」という名目で出土品や模型を展示している。
二里頭文化は文献史料に於ける夏王朝に比定され、同時期に併存した先商文化である下七垣文化より先進的であり、二里岡文化には二里頭文化から継承された文化様式も複数確認されている。

## 発掘研究史
- 1952年に河南省登封市の玉村遺跡が発見された。現在ではこれが最初に見つかった二里頭文化の遺跡と見られる。
- 1956年には鄭州市で洛達廟遺跡が発見され、この遺跡の発掘物の類型は「洛達廟類型」と名づけられていた。
- 1959年に考古学者の徐旭生[11]が河南省偃師県で二里頭遺跡を発見し、さらにはっきりとした典型例が見つかったことにより、この種の類型は「二里頭文化」と呼ばれるようになった。二里頭文化は、先行する龍山文化から発展したとみられる。
- 1981年から北京大学が豫北の新郷と安陽地方を調査し、修武李固・温県北平皋・淇県宋窯遺址を発掘した。
- 1984年から北京大学が魯西南菏沢地方・豫東商丘地方を調査し、菏沢安邱堌堆・夏邑清涼山遺址を発掘した。
- 2019年、「二里頭夏都遺跡博物館」設立[9]。

## ギャラリー

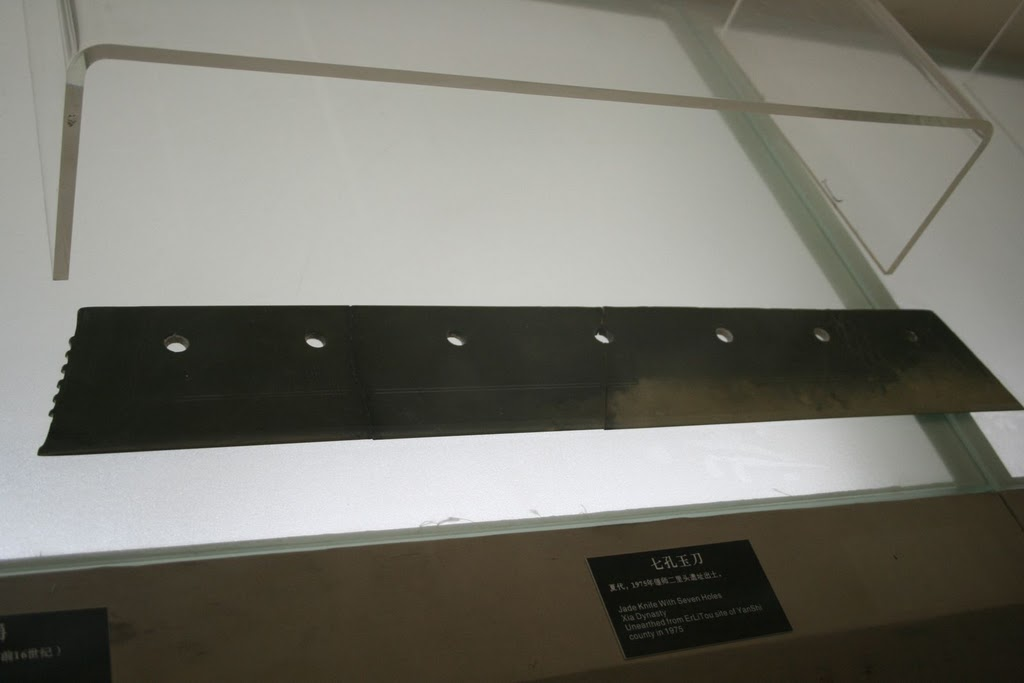
七孔玉刀
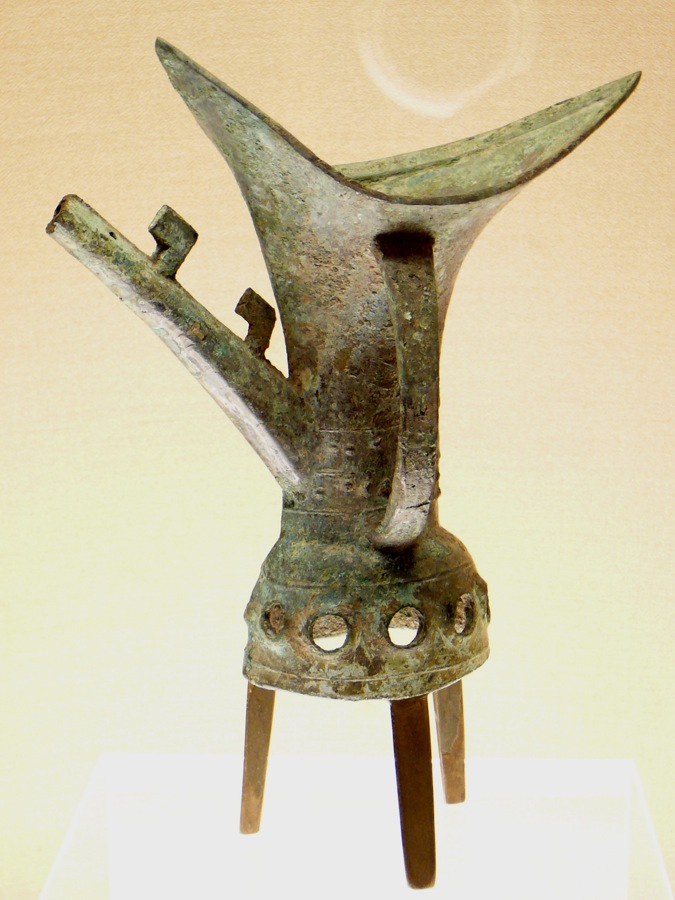
青銅管流爵
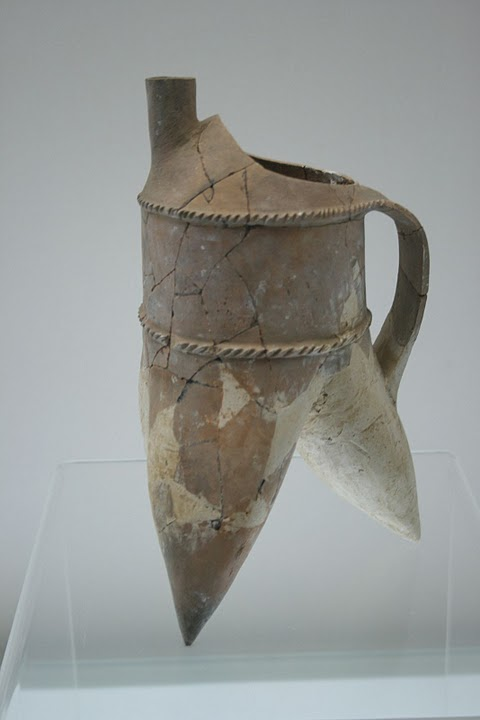
紅陶の鬹
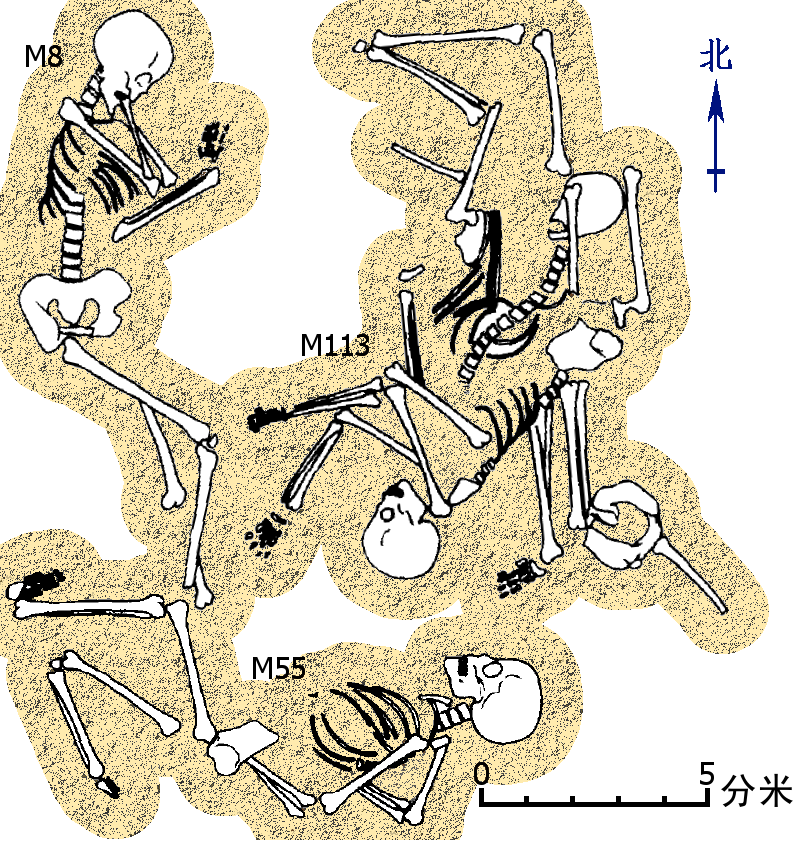
人身御供で使用された可能性のある人骨